# Giancarlo Esposti
Giancarlo Esposti (Lodi, 11 juin 1949 - Plateau de Rascino, 30 mai 1974) était un homme politique italien, extrémiste de droite, membre des Squadre d'Azione Mussolini.

## Biographie
Il était le fils du propriétaire d'un concessionnaire Fiat à Lodi. Sympathisant des mouvements subversifs d'extrême droite, qui n'étaient plus reconnus par Ordine Nuovo et l'Avanguardia Nazionale dissoutes, il entra très jeune en contact avec d'autres extrémistes tels que Gianni Nardi et Carlo Fumagalli.
Arrêté à plusieurs reprises pour possession d'armes et d'explosifs, il fut effectivement emprisonné en février 1972 après avoir participé à une série d'attentats à la bombe organisés par les Squadre d'Azione Mussolini. En prison, il a rencontré Franco Freda.
À partir du 12 mai 1974, il rejoint les camarades Alessandro D'Intino, Umberto Vivirito et Alessandro Danieletti avec les camarades. Les quatre néo-fascistes, embarqués dans un véhicule tout-terrain, ont quitté Milan pour la montagne de Rieti et, après diverses errances, ils ont campé sur un plateau karstique (Altopiano di Rascino).
Après le massacre de la Piazza della Loggia, une identité semblait indiquer l’attentat à la bombe d’un homme aux traits d’Esposti. Deux jours plus tard, à la suite d'un rapport, un groupe de carabiniers a vérifié la tente dans laquelle campaient Esposti et les autres fugitifs. Esposti a tenté de s'échapper mais a été abattu par le carabinier Antonio Filippi.